# Bol'šoe Ignatovo
Bol'šoe Ignatovo (in russo Большое Игнатово?; in lingua erza: Игнадвеле) è un villaggio della Repubblica di Mordovia, Russia. È il centro amministrativo del distretto Bol'šeignatovskij. 
È situato 104 km a nord della capitale Saransk.